# Marsicovetere
Marsicovetere község (comune) Olaszország Basilicata régiójában, Potenza megyében.

## Fekvése
A település az Agri folyó völgyében fekszik. Határai: Calvello, Grumento Nova, Marsico Nuovo, Paterno, Tramutola ésViggiano

## Története
A település első említése a 11. század elejéről származik. Valószínűleg az ókori Vertina helyén épült ki.

## Népessége
A népesség számának alakulása:

## Főbb látnivalói
- Santi Pietro e Paolo-templom
- Santa Maria di Costantinopoli-templom
- Santa Maria dell’Aspro-templom
- Palazzo Piccininni